# Liste des lieux historiques du Grand Sudbury
 (mai 2022).
La mise en forme du texte ne suit pas les recommandations de Wikipédia : il faut le « wikifier ».
Les points d'amélioration suivants sont les cas les plus fréquents. Le détail des points à revoir est peut-être précisé sur la page de discussion.
- Les titres sont pré-formatés par le logiciel. Ils ne sont ni en capitales, ni en gras.
- Le texte ne doit pas être écrit en capitales (les noms de famille non plus), ni en gras, ni en italique, ni en « petit »…
- Le gras n'est utilisé que pour surligner le titre de l'article dans l'introduction, une seule fois.
- L'italique est rarement utilisé : mots en langue étrangère, titres d'œuvres, noms de bateaux, etc.
- Les citations ne sont pas en italique mais en corps de texte normal. Elles sont entourées par des guillemets français : « et ».
- Les listes à puces sont à éviter, des paragraphes rédigés étant largement préférés. Les tableaux sont à réserver à la présentation de données structurées (résultats, etc.).
- Les appels de note de bas de page (petits chiffres en exposant, introduits par l'outil «  Source ») sont à placer entre la fin de phrase et le point final[comme ça].
- Les liens internes (vers d'autres articles de Wikipédia) sont à choisir avec parcimonie. Créez des liens vers des articles approfondissant le sujet. Les termes génériques sans rapport avec le sujet sont à éviter, ainsi que les répétitions de liens vers un même terme.
- Les liens externes sont à placer uniquement dans une section « Liens externes », à la fin de l'article. Ces liens sont à choisir avec parcimonie suivant les règles définies. Si un lien sert de source à l'article, son insertion dans le texte est à faire par les notes de bas de page.
- La présentation des références doit suivre les conventions bibliographiques. Il est recommandé d'utiliser les modèles {{Ouvrage}}, {{Chapitre}}, {{Article}}, {{Lien web}} et/ou {{Bibliographie}}. Le mode d'édition visuel peut mettre en forme automatiquement les références.
- Insérer une infobox (cadre d'informations à droite) n'est pas obligatoire pour parachever la mise en page.

Pour une aide détaillée, merci de consulter Aide:Wikification.
Si vous pensez que ces points ont été résolus, vous pouvez retirer ce bandeau et améliorer la mise en forme d'un autre article.
Cette page présente une liste des propriétés historiques importantes du Grand Sudbury, en Ontario. Le Comité du patrimoine municipal de Sudbury - en anglais : Sudbury Municipal Heritage Committee (SMHC) - a répertorié 64 sites dans un énoncé de position sur le patrimoine dans le cadre de son nouveau plan directeur du centre-ville de Sudbury en avril 2011.

## Liste SMHC
| Building                                       | Location                                                                                         | Year Completed | Comment | Image |
| ---------------------------------------------- | ------------------------------------------------------------------------------------------------ | --- | --- | ----- |
| Église Sainte Anne,                            | 14 Rue Beech (précédemment au 40 Rue Beech Est)                                                  | 1889 -1894 - 1999 | SMHC #31 Sainte-Anne-des-Pins fut établie comme mission par les Jésuites en 1883. La construction de la première église de Sainte-Anne-des-Pins a pris deux ans et a été achevée en 1889. En mars 1894, l'église est détruite par un incendie et une plus petite église est reconstruite la même année. En 1914, l'église Sainte-Anne est agrandie. |       |
| Presbytère Sainte Anne                         | 14 Rue Beech (même précédente adresse que l'église au dessus)                                    | 1883 | SMHC #32 Construit à l'origine comme un presbytère en rondins à deux étages en 1883, le presbytère de Ste-Anne-des-Pins est le plus ancien bâtiment en briques de Sudbury. |       |
| Église du Christ Roi                           | 30 Rue Beech                                                                                     | 1928 | SMHC #1 L'architecte est un certain P.J. O'Gorman. Inaugurée en 1928 sous le nom Saint Joseph. Le nom changea en Christ Roi en 1935. En 1947, l'église fut totalement détruite par un incendie. L'architecte chargé de la reconstruction est L.N. Fabbro. Elle rouvra en 1948. |       |
| Bloc Rothschild,                               | 7 Rue du Cèdre                                                                                   | 1915 | SMHC #20. Construit sur la propriété de Daniel Rothschild, l'un des premiers colons juifs prospères de Sudbury et le père du joueur de la Ligue nationale de hockey, Sammy Rothschild, Samuel Rothschild. Il abrite actuellement des bureaux, un salon de coiffure, des restaurants, le Cedar Nest Cafe, un studio de danse et d'arts visuels et une clinique de physiothérapie. |       |
| Bloc Wilson-Greenwood Jessop                   | 12 Rue du Cèdre                                                                                  | 1914 | conçu par W.H. Owens |       |
| Bâtiment Young Co.                             | 18 Rue du Cèdre                                                                                  | 1913 | |       |
| Bâtiment National                              | 31 Rue du Cèdre                                                                                  | 1895. Démolie dans les années 1970. | |       |
| Ancienne mairie,                               | 83 Rue du Cèdre                                                                                  | | SMHC #9. Hôtel de ville jusqu'à la construction du bâtiment « Tom Davies » dans les années 1970. |       |
| Bâtiment Bell                                  | 93 Rue du Cèdre                                                                                  | | SMHC #13 |       |
|                                                | SMHC #8                                                                                          | | |       |
| Hôtel Frontenac Page 129                       | 14 Durham Street North                                                                           | 1940 Demolished | Propriétaires originels: Alex Turpin et Charles Davis Page 129 |       |
| Bloc Basin Investments                         | 17 Rue Durham                                                                                    | C1905 | |       |
| Banque de Montréal                             | 49 Rue Durham                                                                                    | 1908. Démoli et remplacé par un bâtiment moderne Accueillant toujours la BMO | |       |
|                                                | SMHC #15 Construit sur le site de la quincaillerie Cochrane-Dunlop.                              | | |       |
| Hôtel Coulson,                                 | 86 Rue Durham                                                                                    | 1938 | SMHC #16 Art Déco |       |
| Bloc Stafford,                                 | 93, Rue Durham                                                                                   | 1916 | SMHC #6. Construit à l'origine comme un department store. Il abrite actuellement des bureaux, une boîte de nuit (SRO) et Peppi Panini, le café Old Rock et Bertolo's Homemade Foods. |       |
| Bâtiment Ontario-Nord,                         | 118 Rue Durham                                                                                   | | SMHC #7 |       |
| Librairie Wolfe                                | 133 Rue Durham                                                                                   | | Bâtiment triangulaire en forme de flatier à l'angle d'Elgin et de Durham, qui abrite actuellement le siège du Café Petit Gâteau Good Luck General Store, un magasin Money Mart et l'agence de marketing et de publicité 50 Carleton. |       |
| Magasin Bannon Brothers                        | 135 Rue Durham                                                                                   | 1923 | SMHC #18. agrandi en 1927, ajout de 3 étages en 1941. Aujourd'hui vacant (anciennement « Roy's Furniture »), il a été recouvert de ciment. |       |
| Moses Block,                                   | 143 Durham Street                                                                                | | SMHC #5 |       |
| Ancien bâtiment DeMarco                        | 25 Elgin Street                                                                                  | | SMHC #24 L.N. Fabbro |       |
| Grand Opéra,                                   | 24 Elgin Street                                                                                  | 1909 | SMHC #11 construit en 1909. Architecte W. Harland. Ensuite Grand Theatre, puis l'Empire Theatre, aujourd'hui un bar et des appartements - Nombre de places assises: 1229 |       |
| Théâtre Plaza                                  | 28 Rue Elgin                                                                                     | | Capacité = 516. Démoli. |       |
| Billetterie et télégraphe du CPR,              | 49 Rue Elgin                                                                                     | | SMHC #28. Depuis 2013, le bâtiment fut adapté et réutilisé comme bureaux administratifs pour l'école McEwen du campus d'Architecture. |       |
| Bloc Prete                                     | 206 Rue Elgin                                                                                    | 1914 | SMHC #25 Il abrite actuellement la Townehouse Tavern avec des appartements à l'étage. |       |
| Gare de Sudbury,                               | 233 Rue Elgin                                                                                    | 1915 | SMHC #2. Construite en 1907 comme nouvelle gare de la ville pour le service du Canadien Pacifique (CPR), elle présente de nombreux éléments architecturaux caractéristiques de la construction du CPR à cette époque. La principale ligne transcanadienne a par la suite été relocalisée à la Sudbury Junction de banlieue, bien que le terminal du centre-ville soit toujours en service comme terminus local du service Budd Car de VIA. L'établissement est devenu le nouveau domicile du marché fermier de la ville en 2013. |       |
| Aréna communautaire de Sudbury                 | 240 Elgin Street                                                                                 | 1951 | SMHC #29 Construit sur le site de l'école publique centrale, qui sera bientôt démolie pour accueillir une bibliothèque combinée à une galerie d'art. |       |
| Théâtre Régent                                 | 43 Elm Street                                                                                    | | Anciennement au n° 71 Rue Elm Est. Nombre de places assises = 1152. Site désaffecté et démoli de TD-Canada Trust. |       |
| Bâtiment Mackey                                | 56 Rue Elm                                                                                       | 1920s | SMHC #22 Architecte P.J. O'Gorman. Construit à l'origine par J.J. Mackey, président de la Sudbury Brewing and Malting Company, pour abriter des commerces et des bureaux. Elle compte actuellement une succursale du magasin de prêt sur salaire «Cash Money» et un commerce de Pizza Pizza, elle est en cours de conversion en un espace à usage mixte de bureaux/lofts. |       |
| Bâtiment Silvermans                            | 67 Rue Elm                                                                                       | 1911 | SMHC #17. Lancé en 1892 par Aaron Silverman, l'un des premiers colons juifs de Sudbury, en tant que petit magasin vendant des vêtements de travail pour hommes aux mineurs et aux ouvriers de la région, Silvermans est devenu en 1911 un grand magasin de trois étages. Currently houses Querney's Office Plus. Upper floors are undergoing conversion into a mixed-use office and loft space. |       |
| Bloc Muirhead - Baikie, Page 147               | 73 Rue Elm                                                                                       | 1910s | SMHC #21. Lancée en 1891 par l'homme d'affaires local Dan Baikie en tant que première librairie de la ville, elle a été rachetée par Frank Muirhead en 1915 et est devenue Muirhead's, un magasin de mobilier et de fournitures de bureau. Bill Muirhead a vendu le magasin à Alan Querney en 1972 ; les fils de Querney en sont restés propriétaires jusqu'en 2005, date à laquelle ils ont vendu le magasin à Grand Toy. Grand & Toy a ensuite déménagé son magasin dans un autre endroit ; les Querney ont ouvert un nouveau magasin, Querney's Office Plus, dans le Silvermans Building voisin en 2010. L'immeuble est ensuite acheté et remodelé par Dalron, l'un des plus grands promoteurs immobiliers de Sudbury. Il abrite maintenant diverses entreprises, dont Flosonics, KeyLogic, Studio123 et le café Salute, situé au centre-ville. |       |
| Bâtiment de la Sterling Standard Bank,         | 80 Rue Elm                                                                                       | 1918 | SMHC #23 (angle NW de la Rue Elgin) - se trouvait au 2 Rue Elm Ouest. En 1928, il est devenu la Bank of Commerce. Il a abrité un magasin de vêtements pour hommes et un tailleur pendant un certain nombre d'années, certaines des caractéristiques originales de la banque ont été conservées. Il abrite actuellement une clinique de désintoxication. |       |
| Hôpital Algoma-Nipissing                       | Démolition du bâtiment Rue Elm                                                                   | | |       |
| Palais de Justice (« Court House »)            | 155 Rue Elm Street partiellement démoli, puis refaçonné dans un style soviétique d'après-guerre. | | SMHC #36 |       |
| Prison                                         | 181 Elm Street                                                                                   | | SMHC #35 |       |
| Club Inco 1938                                 | 62 Rue Frood                                                                                     | 1938 | SMHC #14 |       |
| Église presbytérienne de Knox                  | 75 Rue Larch                                                                                     | 1927 | SMHC #10 |       |
| Église de l'Épiphanie (désignée)               | 85 Rue Larch                                                                                     | | SMHC #3 |       |
|                                                |                                                                                                  | SMHC #4 | |       |
| Bâtiment du gouvernement du Canada             | 19 Lisgar                                                                                        | | CRHP id# 11081 |       |
| Ancienne gare du Canadien Pacifique (VIA Rail) | 1 Rue Van Horne                                                                                  | | CRHP id# 4596 |       |
| Brasserie Doran                                | 185, Rue Lorne Sud                                                                               | 1907 pg 66 | SMHC #54 Resté vacant pendant de nombreuses années après la fermeture de la Northern Breweries en 2006 ; le bâtiment est actuellement en cours de conversion en un complexe de copropriétés de type loft. |       |
| Château d'eau                                  | Rue Pearl                                                                                        | SMHC n°17, le château d'eau de Pearl St. a été conçu et construit par Horton Steel Works Limited, Fort Erie (maintenant Niagara Energy) entre 1953 et 1956. Il a été mis hors service en 1998. Plus récemment, la ville a examiné des propositions de réaménagement de la tour, notamment l'utilisation de ses piliers pour abriter des panneaux publicitaires, et la conversion du bassin de stockage en logements résidentiels, en espaces de bureaux commerciaux, en salles de banquet ou en restaurant. Les propriétaires d'alors de la tour ont participé à l'émission Dragons' Den de la chaîne de télévision CBC en 2012 afin de trouver des fonds de capital-risque pour le réaménagement en cours, mais sans succès ; la tour a ensuite été acquise par le promoteur Dario Zulich en 2016. Les nouveaux plans de Zulich pour la tour, annoncés en 2019, prévoyaient la conversion des terrains en un parc public à la mémoire du pasteur de l'église All Nations récemment décédé, Jeremy Mahood, la tour devant être convertie en une initiative de logement et d'entreprise sociale pour les sans-abri et les jeunes à risque. | |       |
| St. Joseph's Hospital                          | 20 Route Sainte Anne.                                                                            | 1898 | SMHC #52 Le bâtiment originel date de 1898, la salle de chirurgie a été ajoutée en 1914 (architecte W. Harland), une blanchisserie moderne a été ajoutée en 1927, une nouvelle chaufferie avec un long tunnel de raccordement a été construite en 1928. En 1975, l'hôpital a été fermé. Partiellement démoli par la suite, la partie restante est maintenant exploitée comme maison de retraite Red Oak Villa. En 2016, le tunnel et la blanchisserie/chaufferie avec la cheminée ont été démolis. |       |

## Bâtiments et structures perdus
| Immeuble                                    | Emplacement                                     | Année complétée | Commenter | Image |
| ------------------------------------------- | ----------------------------------------------- | --------------- | --- | ----- |
| Château d'eau                               | Ash Street (alias château d'eau de Pine Street) |                 | Démoli (2011) |       |
| Théâtre du Capitole                         | 64, rue des Cèdres                              |                 | Capacité d'accueil = 1369. Démoli en 2005. |       |
| Bloc Cochrane,                              | 23, rue Durham                                  |                 | Démoli (1974) |       |
| Bloc Acme C1910                             | 24, rue Durham                                  | C1910           | Démoli |       |
| Hôtel Balmoral,                             | 2, rue Elm Ouest                                |                 | Démoli en 1957. Le grand magasin Zeller's fut construit en 1958. |       |
| Hôtel Nickel Range                          | Rue de l'Orme                                   | 1914            | Le roi George VI et la reine Elizabeth y ont séjourné en juin 1939. Démoli en 1976. |       |
| Maison Blanche                              | Rue de l'Orme                                   | 1890 page 25    | Démoli |       |
| Le garage de Davison                        | Rue de l'Orme                                   |                 | Concessionnaire Chevrolet Oldsmobile Page 17 Démoli pour faire place à l'hôtel President Motor. |       |
| Moteurs D&M                                 | Rue de l'Orme                                   |                 | Texaco Page 17 page 90 Démoli pour faire place à l'hôtel President Motor. |       |
| Garage de Gardner                           | Rue de l'Orme                                   |                 | Dodge De Soto Page 17 Page 66, 90 |       |
| Bâtiment fédéral - "Ancien bureau de poste" | Rue Elm - coin SE d'Elm et Durham               | 1915            | Érigé sur le site autrefois occupé par le magasin CPR. La construction a commencé à l'automne 1913 par Dorin et Devlin d'Ottawa. En raison des voies ferrées, sa forme était pentagonale. Le bâtiment en pierre et la tour de l'horloge de 90 pieds ont été achevés à l'automne 1915 au coût de 125 000 $. L'horloge (avec quatre cadrans illuminés) a été fabriquée en Angleterre et installée par Alex Beath, joaillier et horloger chevronné de Sudbury. pg 32 Le bureau de poste a été démoli en 1959 pg 197, remplacé par le bâtiment de FW Woolworth, qui a également été démoli en 1998. |       |
| Hôtel King Edward                           | Elgin et mélèze                                 | 1905            | Démoli |       |
| Théâtre du siècle                           | 16, rue Lisgar                                  |                 | Capacité d'accueil = 799. Démoli. |       |
| Bienvenue Arch Kingsway                     | Kingsway                                        |                 | Démoli 1950 pg 196 |       |
| Bienvenue Arch Copper Cliff                 | Lorne                                           |                 | Démoli 1952 pg 196 |       |